# Zakaria Pintoo
Zakaria Pintoo (en bengalí: জাকারিয়া পিন্টু; Distrito de Naogaon, India británica; 1 de enero de 1943-Dacca, Bangladesh; 18 de noviembre de 2024) fue un futbolista y entrenador de fútbol bangladesí que jugó en la posición de defensa central.

## Carrera

### Club
| Periodo   | Club                |
| --------- | ------------------- |
| 1957–1958 | East End Club       |
| 1959–1961 | Dhaka Wanderers     |
| 1961–1975 | Mohammedan SC Dhaka |

### Selección nacional

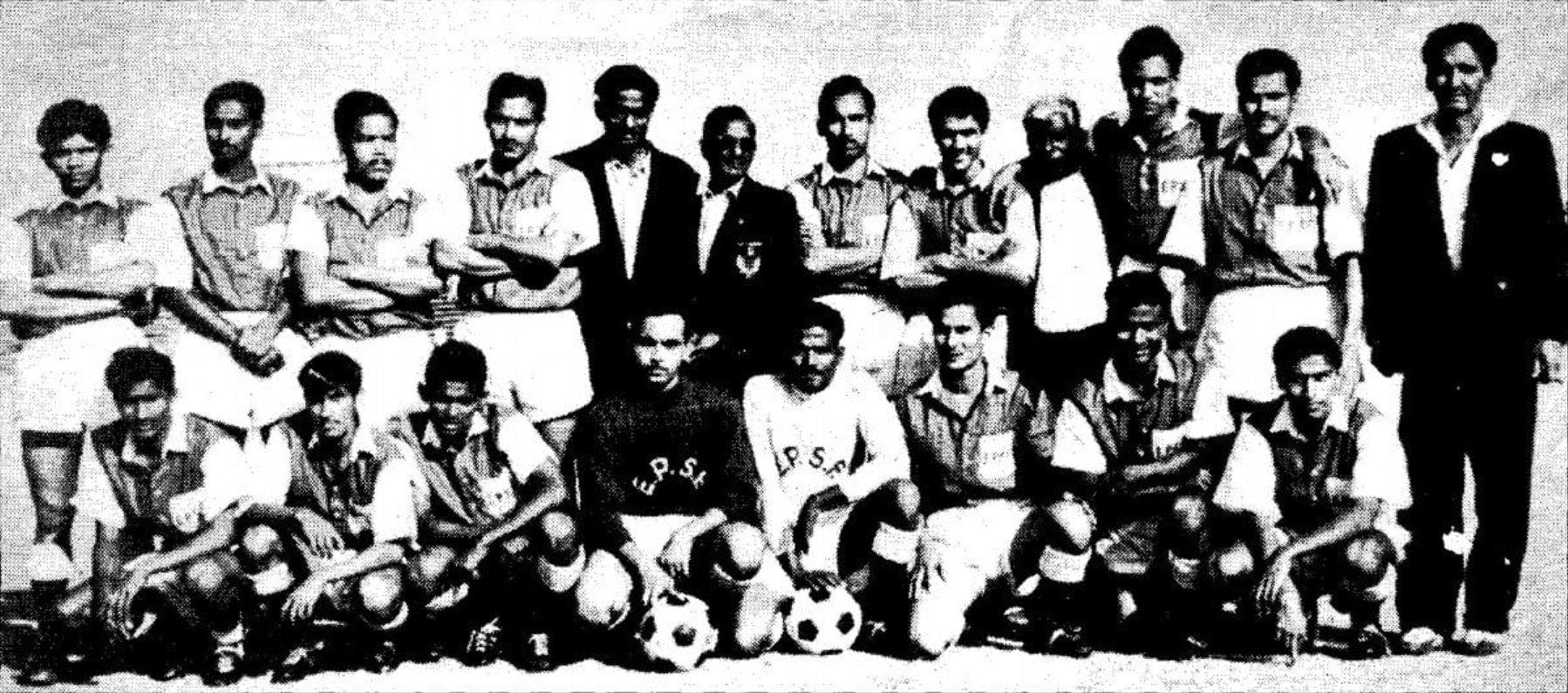
Pintoo (tercer de la izquierda sentado) con en 1963 antes del partido amistoso ante.

Pintoo a nivel internacional jugó primero con Pakistán Oriental en la 11ª edición del National Football Championship en Karachi en 1960. Fue un jugador clave para asegurar el título tras vencer 1–0 al Karachi Whites en la final. En 1961 luego del nacimiento de la Federación de Deportes de Pakistán Oriental, Pintoo fue parte del equipo que jugó en la Khulna Division. El 24 de enero de 1963 Pintoo jugó para Pakistán Oriental en un partido amistoso ante China en Dhaka donde perdieron 1–11. En 1967 Pintoo fue nombrado capitán de la selección, puesto que tuvo hasta 1970. Como capitán ganaron su prime título, la King Mahendra Cup en Nepal en 1970.
En 1969 Pintoo debuta con Pakistán en la Jaam-e-Doosti Cup (Friendship Cup) en Teherán, Irán, torneo en el que enfrentaron al Spartak Moscow y al Mersin Talim Yurdu, además de las selecciones nacionales de Irak e Irán. En ese año también jugó la RCD Cup en Turquía. Pintoo fue uno de los jugadores de Pakistán Oriental en la convocatoria junto a Shahidur Rahman Shantoo, Hafizuddin Ahmed y Golam Sarwar Tipu. El equipo era dirigido por Mohammad Amin, donde perdieron los partidos por 2–4 ante Turquía e Irán, donde Pintoo jugó ambos partidos. The following year, Pintoo también jugó en la edición de 1970 en Irán junto a Golam Sarwar Tipu, Hafizuddin Ahmed y Khandoker Mohammad Nurunnabi donde jugó ambos partidos.
En 1971 Pintoo originalmente iba a pelear en la guerra de Liberación de Bangladés luego de su entrenamiento en el Campo Balughat en Bengala Occidental pero su cercano amigo Abdul Jalil y su esposa le pidieron unirse al Shadhin Bangla football team formado para dar apoyo durante la independencia. Luego de recibir una carta de Syed Nazrul Islam, el entonces presidente del gobierno provisional, pidió su participación, y Pintoo aceptó. Luego viajó a Calcuta para reunirse con el resto del equipo.
Pintoo luego sería el capitán del equipo Shadhin Bangla, junto a su compañero en el Mohammedan Pratap Shankar Hazra como vice-capitán. El primer partido oficial del equipo fue el 25 de julio de 1971 ante Nadia XI en el Distrito de Nadia. Antes del partido Pintoo le pidió permiso al administrador del distrito DK Ghosh para usar la bandera nacional, siendo la primera persona en portar la bandera de Bangladés en el extranjero. El equipo jugó 16 partidos en su gira por India.

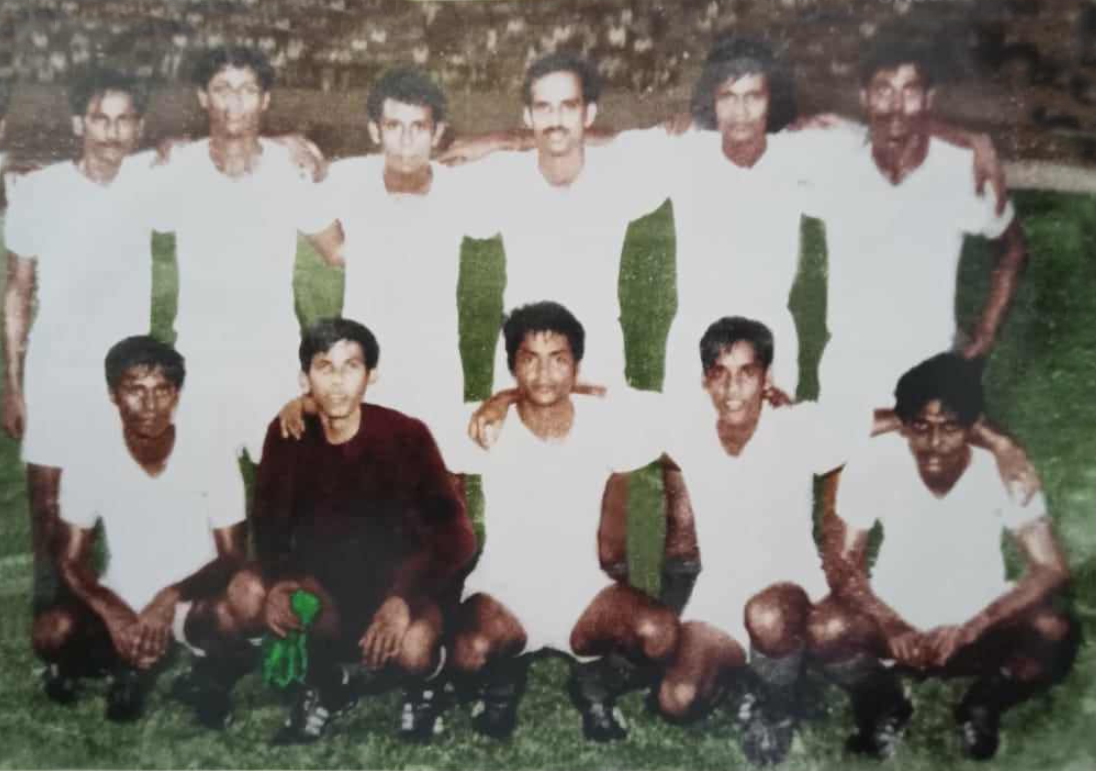
Pintoo (último sentado) con en la Merdeka Cup de 1973 en Malasia.

El 13 de febrero de 1972 Pintoo fue el capitán de Bangladesh XI ante President XI, en el primer partido de fútbol oficial que se jugó tras la independencia de Bangladesh. Se jugó en el Dhaka Stadium y terminó con derrota por 0–2, partido al que fue el presidente electo Sheikh Mujibur Rahman.
El 1972 Pintoo fue el capitán de Dhaka XI, la selección de fútbol no oficial de Bangladesh, en un partido amistoso ante el Mohun Bagan AC liderado por Chuni Goswami, que terminó con victoria por 1–0 con Kazi Salahuddin anotando el único gol del partido ante 35,000 espectadores en el Dhaka Stadium. También fue el capitán durante el subcampeonato en el Bordoloi Trophy en Guwahati, India donde perdió la final por 0-5 ante East Bengal.
En 1973 fue convocado para jugar con Bangladés por el entrenador Sheikh Shaheb Ali, que antes había dirigido al Dhaka XI. Pintoo fue el capitán del primer partido en el Torneo Merdeka de 1973. Su debut internacional fue ante Tailandia en un empate 2–2, donde Bangladés perdió 5–6 en penales. El 13 de agosto de 1973 Pintoo ganó su primer partido internacional ante Singapur por 1–0 en un partido amistoso.

## Tras el retiro
El 20 de julio de 1979 Pintoo dirigió a Bangladés en la derrota por 0-1 ante Corea del Sur en un partido amistoso en Dhaka. Ganó el Independence Day Award en 1995 por el Gobierno de Bangladés por su aporte al deporte.

## Vida personal
Su hermano menor Moyeenuddin también fue futbolista y jugó en el Mohammedan SC.
Pintoo estaba casado con Hasina Begum, con quien tuvo tres hijas y un hijo. El 7 de febrero de 2019 su hijo Begum murió bajo tratamiento en el LabAid Hospital.

## Logros

### Títulos
- Dhaka League: 1960, 1961, 1963, 1965, 1966, 1969, 1975
- Independence Cup: 1972
- Aga Khan Gold Cup: 1964, 1968

- National Football Championship: 1960[19]
- King Mahendra Cup: 1970

### Distinciones
- 1978 − Premio Nacional del Deporte en Bangladés.[20]
- 1995 − Premio del Día de la Independencia.[16]